# Ε
Ε, ε（ エプシロン、イプシロン、ギリシア語: έψιλον、ギリシア語ラテン翻字: epsilon）は、ギリシア文字の第5字母であり、母音[e]を表す。数価としては5を表す。ラテンアルファベットの E、キリル文字の Е, Є, Ѐ, Ё, Э はこの文字を起源とする。
本来の発音に近いカタカナ表記は「エプシロン」であるが、日本における一部の分野あるいは業界の慣習ではラテンアルファベットの E（イー）につられて「イプシロン」と表記・呼称されることがある。しかし「イプシロン」は現代ギリシア語では Υ, υ を指すため、文脈によって判断できない場合は混乱を招く可能性がある。英語の発音は英国英語と米国英語でいくつかの違いがあるが、日本語で無理やりカタカナ表記するならば「エプスィロン」「エプサイロン」や「エプサラン」「エプサイラン」のように発音される（太字部分に強勢アクセントがある）。

## 起源
フェニキア文字 𐤄 （ヘー）に由来する。フェニキア文字では無声声門摩擦音[h]を表す文字だったが、ギリシア文字では母音[e]を表す文字に転用された。古くは短母音以外に長母音もこの文字で表されたが、後に狭い[eː ]はειで、広い[ɛː ]はηで表されるようになった。
文字名称は古くはエー ( εἶ ) であり、これはセム語名ヘーに由来するか、または単純に母音[e]を伸ばしたものと考えられる。2世紀ごろに二重母音αιが同音の[e]に変化し、ビザンチン時代の文法学者が両者の区別のためにɛをエプシロン（ἒ ψιλόν、単なるエ）と呼んだのが現代の名称の由来である。

## 記号としての用法
数学や科学分野などで、小文字の「ε」が記号として使われることがある。大文字の「Ε」はアルファベットのEとほとんど区別がつかないため、一般的に使われることはない。
- 数学で、ε-δ論法などで見られるように非常に小さな数を表す記号としてよく用いられる。
  - 転じて、コンピュータ分野で計算機イプシロンなどの微小数を表すときに使われる。ただしプログラムコード上の識別子としてはASCIIコードで表現可能なEPSILONなどのように英語のつづりが使われる。省略形としてはEPSなども使われる。
- 数学（特にテンソル解析）などで、レビ・チビタ記号として用いられる。
- 統計学で、自由度の調整に用いられる統計量（ボックスのイプシロン、グリーンハウス-ガイザーのイプシロン）
- 電磁気学で、誘電率を表す。
- 材料力学、材料工学などで、ひずみを表す。
- 集合の要素を表す数学記号 ∈ の古い形。
- IPAにおいて、非円唇前舌広半母音 [ɛ] （広いエ）の代わりに用いられる。
- 電子捕獲を意味する記号。
- 熱光学で放射率を表す。
- ミクロ経済学で、弾力性を表す。

## 商品名・固有名等
- イプシロン (ミュージシャン)
- イプシロンロケット - 宇宙航空研究機構の人工衛星打ち上げ用小型ロケット
- 作品名
  - コズミックイプシロン - 1989年にアスミックより発売されたコンピュータゲーム
  - エプシロン - 浦沢直樹作の漫画『PLUTO』の登場人物 ⇒PLUTO#エプシロン
- 自動車関連
  - カワサキ・エプシロン - かつて川崎重工業が販売/スズキが製造していたスクーター型のオートバイ
  - ランチア・イプシロン
  - ヒュンダイ・エプシロンエンジン - 現代自動車グループ(ヒュンダイ/キア)の開発・製造する直列3・4気筒エンジン。
  - エプシロン・ユースカディ - （Epsilon Euskadi）スペインのレーシングチーム

## 符号位置
| 大文字 | Unicode | JIS X 0213 | 文字参照                 | 小文字 | Unicode | JIS X 0213 | 文字参照                 | 備考 |
| ------ | ------- | ---------- | ------------------------ | ------ | ------- | ---------- | ------------------------ | ---- |
| Ε      | U+0395  | 1-6-5      | &Epsilon; &#x395; &#917; | ε      | U+03B5  | 1-6-37     | &epsilon; &#x3B5; &#949; |      |
| Έ      | U+0388  | -          | &#x388; &#904;           | έ      | U+03AD  | -          | &#x3AD; &#941;           |      |